# Bühne
Bühne è una frazione della città tedesca di Osterwieck, nel Land della Sassonia-Anhalt.
Fino al 31 dicembre 2009 ha costituito un comune autonomo.
Dal 1º gennaio 2010 insieme ai comuni di Aue-Fallstein, Berßel, Lüttgenrode, Rhoden, Schauen e Wülperode e alla città di Osterwieck ha costituito la nuova città di Osterwieck come nuovo ente locale.